# Cinco de Mayo (Durango)
Cinco de Mayo es una localidad del estado mexicano de Durango. Es parte del municipio de Durango.

## Toponimia
El nombre de la localidad refiere a la Batalla de Puebla del 5 de mayo de 1862.

## Demografía
| Gráfica de evolución demográfica |
|                                  |

| Censo | Población |
| ----- | --------- |
| 1940  | 205       |
| 1950  | 283       |
| 1960  | 340       |
| 1970  | 582       |
| 1980  | 1 122     |
| 1990  | 1 736     |
| 2000  | 2 304     |
| 2010  | 2 249     |
| 2020  | 3 763     |